# Jean Daudé
Pas d'image ? Cliquez ici

a Compétitions nationales et continentales officielles uniquement.

b Matchs officiels uniquement.
Dernière mise à jour le 26 décembre 2024.
Jean Daudé, né le 20 octobre 1973 à Nîmes, est un ancien joueur de rugby à XV qui a joué avec l'équipe de France et le CS Bourgoin, évoluant au poste de deuxième ligne (1,98 m pour 110 kg).

## Biographie
Issu de la formation nîmoise, Jean Daudé commence au RC Nîmes en équipe première.
Il rejoint ensuite le CS Bourgoin-Jallieu pour la saison 1996-1997. Pour sa première année sous les couleurs berjaliennes, il atteint la finale des 3 compétitions qu'il dispute, finaliste du championnat de France, de la coupe de France Yves-du-Manoir  et vainqueur du bouclier européen 1997 face au Castres olympique.
Il dispute 22 matchs en compétitions européennes, dont 10 en coupe d'Europe de rugby à XV et 12 en challenge européen.
Il dispute un match en équipe de France le 4 mars 2000 contre l'équipe d'Écosse, dans le Tournoi des Six Nations.
Sa carrière rugbystique se termine brutalement le 26 mars 2000 à la suite d'un choc tête contre tête avec Jeremy Davidson qui lui fracture la 6e vertèbre cervicale avec une sérieuse contusion de la moelle épinière.

## Palmarès

### En club
- Championnat de France de première division :
  - Vice-champion (1) : 1997
  - Demi-finaliste (1) : 1999
- Coupe de France  :
  - Finaliste (2) : 1997 et 1999
- Conférence européenne :
  - Vainqueur (1) : 1997
  - Finaliste (1) : 1999

### En équipe nationale
- Sélection en équipe nationale : 1